# مورنبا
مورنبا (به انگلیسی: Moranbah) یک شهرک در استرالیا است که در Isaac Region واقع شده‌است.